# Arsenaal (tijdschrift)
Arsenaal was een Vlaams pluralistisch tijdschrift voor letterkunde, dat verscheen van 1945 tot 1950. Het werd opgericht op initiatief van Rik Lanckrock en Remi Boeckaert.
Het tijdschrift publiceerde onder meer bijdragen van Johan Daisne, Rik Lanckrock, Maurits de Doncker, Jan Schepens, Willy Biliet, Hugo Claus en Jan Walravens.